# 自由僱傭
自由僱傭（英語：At-will employment）是美國勞動法中的一項規定，即僱主可以以任何理由甚至沒有理由解僱員工，且解僱前可以無需給予警告，而僱員也同樣可以隨意辭職、罷工或不工作。不過僱主不能因員工的性別、性取向、種族、宗教或殘障狀況而解雇員工，若因為這些原因解僱員工則是違法。若是僱員是被合法解除勞動合同的，法院不允許該僱員就解僱造成的損失提出任何索賠。該規則的支持者認為，僱員可能同樣有權在沒有理由或事先提醒的情況下離職，因此該規則是合理的。那些認為僱員處於弱勢地位的人認為這種做法不公平。
如果僱主命令僱員做違法或不道德的事情而僱員不服從僱主，普通法會保護僱員免遭報復。然而，在大多數情況下，舉證責任仍在被解僱的員工身上。除了蒙大拿州之外，美國其他各州均未選擇在法律上修改 「自由僱傭」規則。

## 爭議
自由僱傭原則因其對員工的嚴苛程度而備受批評。另一方面，法律與經濟學領域的自由主義學者，例如 Richard A. Epstein 教授和 Richard Posner 教授 認為，自由僱傭是美國經濟強勁的主要因素。
隨意就業也被認為是硅谷作為創業友好型環境取得成功的原因之一。
主流經濟學（尤其是新古典經濟學）普遍認為提高解雇成本會產生不利影響；例如，Tyler Cowen 和 Alex Tabarrok 教授在他們的經濟學教科書中解釋，如果雇主無法立即解雇員工，他們就會更不願意隨意雇用員工。
其他研究人員發現，隨意解僱對於尚未找到其他工作的被解僱員工的再就業有負面影響。

## 參閱
- 1996年僱傭權利法令, for the UK approach to employment protection. See also, Contracts of Employment Act 1963（英语：Contracts of Employment Act 1963）, for the first modern UK law on the requirement to give reasonable notice before any dismissal.
- Creen v Wright（英语：Creen v Wright） (1875–76) LR 1 CPD 591 and Hill v C Parsons & Co [1972] 1 Ch 305
- 人力仲介
- Protected concerted activity（英语：Protected concerted activity）
- European Social Charter（英语：European Social Charter）
- UK agency worker law（英语：UK agency worker law）
- Worker Adjustment and Retraining Notification Act（英语：Worker Adjustment and Retraining Notification Act） (WARN Act)
- Bammert v. Don's Super Valu, Inc.（英语：Bammert v. Don's Super Valu, Inc.）, 646 N.W.2d 365 (Wis. 2002)

## 外部連結
- Highstone v. Westin Engineering, Inc., No. 98-1548 （页面存档备份，存于） (8/9/99) – at-will relationship must be clear to the employees